# Újpest FC (futsal)
Az Újpest FC egy magyar futsalklub Budapestről, amely a magyar futsalbajnokság első osztályában szerepel.

## Történelem
Egy 2008-as torna alkalmával néhány újpesti érzelmű szurkoló úgy döntött, megalapítja az Újpest Futsal Clubot. A februári alakuló közgyűlésen 12 újpesti drukker véghez is vitte ezt az ötletet. A csapat toborzásánál kiemelt szempont volt, hogy újpesti kötődésű játékosok köré kell építeni a csapatot. 2020 nyarán a Rubeola csapata eladta az indulási jogot a csapatnak, így jogot szerzett az NB I-ben való indulásra.

## Csapat 2025/26

### Játékosok[3]
| #  | Ország | Név                           |
| -- | ------ | ----------------------------- |
| 4  | HUN    | Hadzsi Milán                  |
| 5  | BRA    | Lucas Alves Moreira (Lucas)   |
| 6  | HUN    | Adamcsek Erik                 |
| 7  | HUN    | Pál Patrik Krisztián          |
| 8  | HUN    | Hadzsi Máté                   |
| 9  | HUN    | Suscsák Máté János            |
| 10 | BRA    | Thiago Cardoso Alves (Thiago) |
| 11 | HUN    | Kártik Zsombor Botond         |
| 14 | HUN    | Kovács Balázs                 |
| 15 | HUN    | Gémesi Gergő Samu (K)         |
| 18 | HUN    | Mukai Yukumo                  |
| 22 | HUN    | Kinics Bálint (K)             |
| 23 | HUN    | Östör Martin Tamás            |
| 25 | HUN    | Czerman Márk                  |
| 26 | HUN    | Vörösmarty Péter Bence (K)    |
| 27 | HUN    | Medveczki Máté                |
| 31 | HUN    | Tarnóczi Marcell (K)          |
| 44 | HUN    | Vas Ádám                      |
| 88 | HUN    | Kovács Benjámin               |

### Szakmai stáb[4]
| Kinevezés        | Ország | Név               |
| ---------------- | ------ | ----------------- |
| Elnök            | HUN    | Sós László András |
| Vezetőedző       | HUN    | Németh Péter      |
| Alelnök          | HUN    | Besenyei Roland   |
| Alelnök          | HUN    | Kohári Attila     |
| Alelnök          | HUN    | Szabó Gábor       |
| Sportigazgató    | HUN    | Óvádi László      |
| Kapusedző        | HUN    | Tyukász Péter     |
| Erőnléti edző    | HUN    | Karsai Dávid      |
| Masszőr          | HUN    | Gyimesi Jenő      |
| Technikai vezető | HUN    | Kovács Balázs     |
| Társadalmi elnök | HUN    | Kovács Zoltán     |
| Jogász           | HUN    | Dr. Dányi Szilárd |
| Fotós            | HUN    | Veszely Bence     |

## Eredmények

### Helyezések a bajnokságban
| Szezon    | Bajnokság neve                           | Helyezés |
| --------- | ---------------------------------------- | -------- |
| 2009/2010 | Férfi Futsal NB II. Pesti csoport        | 2.       |
| 2010/2011 | Férfi Futsal NB I.                       | 9.       |
| 2011/2012 | -                                        | -        |
| 2012/2013 | Férfi Futsal NB II. Keleti csoport       | 12.      |
| 2013/2014 | Férfi Futsal NB II. Közép csoport        | 8.       |
| 2014/2015 | Férfi Futsal NB II. Közép csoport        | 12.      |
| 2015/2016 | Férfi Futsal NB II. Közép csoport        | 10.      |
| 2016/2017 | Férfi Futsal NB II. Közép-keleti csoport | 4.       |
| 2017/2018 | Férfi Futsal NB II. Keleti csoport       | 6.       |
| 2018/2019 | Férfi Futsal NB II. Keleti csoport       | 5.       |
| 2019/2020 | Férfi Futsal NB II. Keleti csoport       | -        |
| 2020/2021 | Férfi Futsal NB I.                       | 7.       |
| 2021/2022 | Férfi Futsal NB I.                       | 5.       |
| 2022/2023 | Férfi Futsal NB I.                       | 7.       |
| 2023/2024 | Férfi Futsal NB I.                       | 10.      |
| 2024/2025 | Férfi Futsal NB I.                       | 6.       |